# Roman Bílek (atlet)
Roman Bílek (* 29. září 1967) je český sportovec, atlet-chodec.
Roman Bílek se třikrát nominoval na olympijské hry. Poprvé splnil kvalifikační limit na hry v Soulu 1988, ale v silné konkurenci se do československé nominace nedostal. Podruhé splnil kvalifikační limit na hry v Atlantě 1996, ale na mistrovství ČR skončil až třetí a na olympiádu nejel.
V roce 2007 došel na Přerovské padesátce v čase odpovídajícím kvalifikačnímu limitu na olympijské hry v Pekingu, jelikož však neměl závod certifikát IAAF ke kvalifikaci to nestačilo. Regulérně tak splnil kvalifikační limit až v březnu 2008 na závodech ve slovenských Dudincích, kde se stal zároveň po čtrnácti letech mistrem republiky. Pětkrát se stal mistrem ČR na 20 km chůze.